# 망이산성
망이산성(望夷山城)은 대한민국 경기도 이천시 율면에 있는 망이산 정상에 축조된 산성이다. 1993년 6월 3일 경기도의 기념물 제138호 '망이산성'으로, 2003년 4월 11일 충청북도의 기념물 제128호 음성 망이산성으로 각각 지정되었다.

## 현지 안내문
안성시 일죽면과 이천시 그리고 충청북도 음성군의 경계지점에 있는 해발 472m 높이의 망이산에 있다. 이곳은 경기도 남동부와 충청도 북부지역을 연결하는 교통로상의 요충지다.
백제 성곽은 산 정상부를 둘러싸고 있는 토성이며, 둘레는 250m 정도다. 성벽은 영정주를 사용하여 판축공법으로 구축된 것으로 확인되었다. 성내에서는 다량의 토기류와 철제무기류가 출토되었다. 한성백제 시기인 4세기부터 5세기 대에 운영된 것으로 보인다.
통일신라 성벽은 백제토성을 감싸며 능선을 따라 구축된 포곡식 산성이다. 전체 둘레는 2,080m로 대규모에 속하는 산성이며, 장방형이다. 4개의 문지와 5개의 치, 다수의 건물지가 확인되었다. 성벽은 화강암을 사각형으로 정교하게 가공하여 쌓았다. 대형의 지대석을 놓고 들여쌓기 방식으로 경사가 완만하게 쌓았다. 외벽만 석축으로 쌓은 편축식 성벽이다. 성내에서 8각 건물지와 장방형건물지가 확인되었다. 건물지에서는 다수의 명문기와가 출토되었는데, 고려 초기에 망이산성이 집중적으로 운영되었음을 말해준다.
망이산성은 여러 시기의 군사시설이 중복된 복합 군사유적이다. 특히 백제 판축토성의 축성기술의 확산과정을 알 수 있게 해준다. 또한 화강암 가공석과 지대석 사용이 사용된 점, 편축공법이 도입되는 통일 신라의 축성법이 적용된 점 등에서 축성사적으로 매우 중요한 유적이다.

## 음성 망이산성

### 현지 안내문
망이산성은 충북 음성군, 경기도 안성시·이천시의 경계에 있는 마이산 정상에 축조된 성이다.
망이산성에 대해서는 『신증동국여지승람』의 충주목 봉수조에 망이산성 봉수라는 기록이 있고, 『여지도서』에 망이성 봉수로 기록되어 있어 산성의 존재에 대해서는 일찍부터 알려져 있었음을 알 수 있다.
망이산성은 흙으로 쌓은 내성과 돌로 쌓은 외성으로 이루어져 있다. 외성의 총 길이는 약 2,080m이며, 외성의 안쪽에는 전 구간에 걸쳐 일정한 너비의 성벽 안쪽 통행로가 마련되었다. 내성의 확인 가능한 길이는 약 250m이며, 내성의 중앙부에는 봉수대가 있다.
성벽을 돌출시킨 치성(雉城)은 서북·북·동·남·서남쪽의 5곳에서 확인되었다. 그리고 문터는 서남·서북·동남·서문·내성문터 등 5개 문터가 남아 있다.
출토유물은 철제단갑(鐵製單甲)·주조철부(鑄造鐵斧)·토기류 등이 출토되었다. 성문 구조가 특이한 성으로, 하나의 산성에 서로 다른 형식의 성문이 시설되었다. 봉수대는 소백산맥을 넘은 봉수로서 단양 죽령과 충주 조령을 넘은 봉수로와 추풍령을 넘은 봉수로가 최종적으로 합쳐지는 가장 중요한 봉수대였다.
망이산성은 성터와 봉수에 대한 귀중한 가치를 지닌 성으로서, 흙으로 쌓은 내성과 돌로 쌓은 외성으로 구성된 역사적 중첩성과 고구려 양식의 치성이 잘 남아 있는 석축산성이며, 특이한 성문 구조와 봉수대의 중요성 등은 학술적·역사적으로 가치가 매우 높다.

## 참고 자료
- 망이산성 - 국가유산청 국가유산포털
- 음성 망이산성 - 국가유산청 국가유산포털